# Victoire de la révélation variétés féminine
La Victoire de la révélation variétés féminine de l'année est une ancienne récompense musicale française décernée annuellement lors des Victoires de la musique entre 1987 et 1996. Elle venait primer la meilleure artiste interprète féminine de variétés révélée dans l'année, selon les critères d'un collège de professionnels.

## Palmarès

### Années 1980
- 1987 : Guesch Patti
- 1988 : Patricia Kaas

### Années 1990
- 1990 : Corinne Hermès
- 1991 : Liane Foly
- 1992 : Jil Caplan
- 1993 : Zazie[1]
- 1994 : Nina Morato
- 1995 : Rachel des Bois
- 1996 : Stephend